# Bray Island
Bray Island ist eine Insel im Kanadisch-arktischen Archipel in der Qikiqtaaluk-Region des kanadischen Territoriums Nunavut.
Sie liegt im Foxe Basin vor der Südküste von Baffin Island.
Die Insel hat eine Fläche von 689 km².
Bray Island war Standort von FOX-A, einer Station der Distant Early Warning Line.
Heute befindet sich auf der Insel eine Einrichtung des North Warning System.